# Ross Rocklynne
Ross Rocklinne, vlastním jménem Ross Louis Rocklin (21. února 1913 Cincinnati, Ohio – 29. října 1988 Los Angeles, Kalifornie) byl americký spisovatel science fiction, jeden z autorů období tzv. Zlatého věku sci-fi.
Pravidelně přispíval do několika pulpových magazínů včetně Astounding Stories, Fantastic Adventures a Planet Stories, nikdy však nedosáhl slávy svých současníků jako byl Robert A. Heinlein, Lyon Sprague de Camp nebo Isaac Asimov. Nejznámějšími jeho povídkami tohoto období je The Men and the Mirror (1938, Dva muži a zrcadlo) a Time Wants A Skeleton (1941), která se stala součástí několika antologií. V polovině padesátých let přestal publikovat, další díla vydal až o čtrnáct let později. Roku 1972 překvapil svou novelou Ching Witch! nominovanou na cenu Nebula.

## Dílo (výběr)

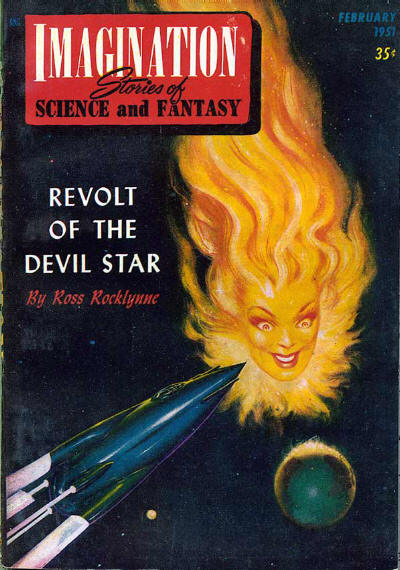
Obálka časopisu Imagination z roku 1951 s autorovou povídkou Revolt of the Devil Star.

### Povídky a novely
- Man of Iron (1935), autorova první povídka.
- Water for Mars (1937).
- Empress of Mars (1939).
- Time Wants A Skeleton (1941).
- The Invisible Army (1944).
- They Fly So High (1952, Letí tak vysoko).
- Winner Take All (1954), po této povídce se autor na čtrnáct let odmlčel.
- Touch of the Moon (1968).
- Ching Witch! (1972), novela.
- Sorry Wrong Dimension (1978).

### Povídkové cykly
- Colbie & Deverel:
  - At the Center of Gravity (1936),
  - Jupiter Trap (1937),
  - The Men and the Mirror (1938, Dva muži a zrcadlo).
- Darkness:
  - Into the Darkness (1940),
  - Daughter of Darkness (1941),
  - Abyss of Darkness (1942),
  - Revolt of the Devil Star (1951), také jako Rebel of the Darkness.

### Sbírky povídek
- The Sun Destroyers (1973).
- The Men and the Mirror (1973).

### Romány
- The Day of the Cloud (1942).
- Pirates of the Time Trail (1943).

## Česká vydání
Z autorova díla vyšly česky (časopisecky) pouze dvě povídky:
- Letí tak vysoko, Ikarie 1991/08, přeložil Václav Kajdoš.
- Dva muži a zrcadlo, Ikarie 1994/11, přeložil Mirek Valina.